# Dolichomitus birnovensis
Dolichomitus birnovensis là một loài tò vò trong họ Ichneumonidae.